# مییونیکو
مییونیکو (به ایتالیایی: Miglionico) یک کومونه در ایتالیا است که در استان ماترا واقع شده‌است. مییونیکو ۸۸ کیلومتر مربع مساحت و ۲٬۶۳۲ نفر جمعیت دارد و ۴۶۵ متر بالاتر از سطح دریا واقع شده‌است.